# Josh Wilson-Esbrand
Josh Wilson-Esbrand (Londen, 26 december 2002) is een Engels voetballer die doorgaans speelt als linkervleugelverdediger. Hij debuteerde in 2021 in het profvoetbal bij Manchester City.

## Clubcarrière

### Manchester City
Tot 2019 speelde Wilson-Esbrand in de jeugdopleiding van West Ham United, dat hem daarna zag vertrekken naar de jeugdopleiding van Manchester City. Op 21 september 2021 maakte hij in de EFL Cup tegen Wycombe Wanderers zijn debuut in het profvoetbal. Hij speelde 72 minuten en gaf een assist op de 2-1 van Riyad Mahrez. Het was zijn enige optreden in het eerste dat seizoen. In oktober en november 2022 speelde hij twee wedstrijden in de Champions League, tegen FC Kopenhagen en Sevilla. Het waren zijn enige twee wedstrijden voor City dat seizoen.
Voor het restant van het seizoen 2022/23 werd hij verhuurd aan Coventry City, dat uitkwam in de Championship. Daar speelde hij veertien wedstrijden. In het seizoen 2023/24 werd hij verhuurd aan Stade de Reims, waar hij op 28 oktober tegen FC Lorient zijn eerste doelpunt in het profvoetbal maakte. Eind januari 2024 werd hij door City na dertien wedstrijden in Frankrijk teruggehaald en opnieuw verhuurd, ditmaal aan Cardiff City. Hier speelde hij elf wedstrijden.
Na een halfjaar zonder speelminuten bij Manchester City, werd Wilson-Esbrand in de winter van 2025 voor de vierde keer uitgeleend, ditmaal aan Stoke City. Daar speelde hij zeven wedstrijden voor.

## Clubstatistieken
| Seizoen | Club            | Competitie     | Competitie | Competitie | Beker | Beker | Internationaal | Internationaal | Totaal | Totaal |
| Seizoen | Club            | Competitie     | Wed.       | Dlp.       | Wed.  | Dlp.  | Wed.           | Dlp.           | Wed.   | Dlp.   |
| ------- | --------------- | -------------- | ---------- | ---------- | ----- | ----- | -------------- | -------------- | ------ | ------ |
| 2021/22 | Manchester City | Premier League | 0          | 0          | 1     | 0     | —              | —              | 1      | 0      |
| 2022/23 | Manchester City | Premier League | 0          | 0          | 0     | 0     | 2              | 0              | 2      | 0      |
| 2022/23 | → Coventry City | Championship   | 14         | 0          | 0     | 0     | —              | —              | 14     | 0      |
| 2023/24 | → Stade Reims   | Ligue 1        | 11         | 1          | 2     | 0     | —              | —              | 13     | 1      |
| 2023/24 | → Cardiff City  | Championship   | 11         | 0          | 0     | 0     | —              | —              | 11     | 0      |
| 2024/25 | Manchester City | Premier League | 0          | 0          | 0     | 0     | —              | —              | 0      | 0      |
| 2024/25 | → Stoke City    | Championship   | 6          | 0          | 1     | 0     | —              | —              | 7      | 0      |
| Totaal  | Totaal          | Totaal         | 42         | 1          | 4     | 0     | 2              | 0              | 48     | 1      |

Bijgewerkt op 19 augustus 2025.

## Interlandcarrière
Wilson-Esbrand speelde interlands voor de jeugdelftallen van Engeland onder 16, onder 18, onder 20 en onder 21.
1 Trafford ·
3 Dias ·
4 Reijnders ·
5 Stones ·
6 Aké ·
7 Marmoush ·
8 Kovačić ·
9 Haaland ·
10 Grealish ·
11 Doku ·
13 Bettinelli ·
14 Nico ·
16 Rodri ·
18 Ortega ·
19 Gündoğan ·
20 Silva  ·
21 Aït-Nouri ·
22 Reis ·
24 Gvardiol ·
25 Akanji ·
26 Savio ·
27 Nunes ·
29 Cherki ·
30 Echeverri ·
31 Ederson ·
45 Xusanov ·
47 Foden ·
52 Bobb ·
75 O'Reilly ·
78 Kabore ·
82 Lewis ·
87 McAtee ·
97 Wilson-Esbrand ·
Coach: Guardiola
· Assistent-coach: Touré
· Assistent-coach: Lijnders
· Keeperstrainer: Wright